# Dmitri Vasilenko
Dmitri Vasilenko (em russo:  Дмитрий Василенко) (Cherkessk, 12 de novembro de 1975 - 4 de novembro de 2019) foi um ex-ginasta russo, que competiu em provas de ginástica artística.
Vasilenko é o detentor de uma medalha olímpica, conquistada nos Jogos de Atlanta em 1996. Na ocasião, subiu ao pódio por equipes como o medalhista de ouro, após superar as nações da China e Ucrânia.
Morreu aos 43 anos, conforme relatou seu companheiro de equipe Alexei Nemov ao Instagram. Em 2008, o atleta foi diagnosticado com esclerose lateral amiotrófica, nos últimos anos ficou completamente paralisado e morou na França.
“Adeus amigo! Obrigado por tudo ... Dima não está mais conosco ... Que ele descanse em paz ... Obrigado a todos que oraram por sua saúde ... Agora só podemos orar por sua alma. Nossos pêsames à família e aos amigos ”, escreveu Alexei Nemov.
Além do ouro dos Jogos Olímpicos, o atleta conquistou medalhas de prata (1994) e bronze (1997) dos campeonatos mundiais na classificação por equipes. Campeão da Europa de 1996 também no campeonato por equipes. Em 1997, ele recebeu a Ordem "Por Mérito à Pátria", II grau.